# Raymond Sommer
Pour les articles homonymes, voir Sommer.

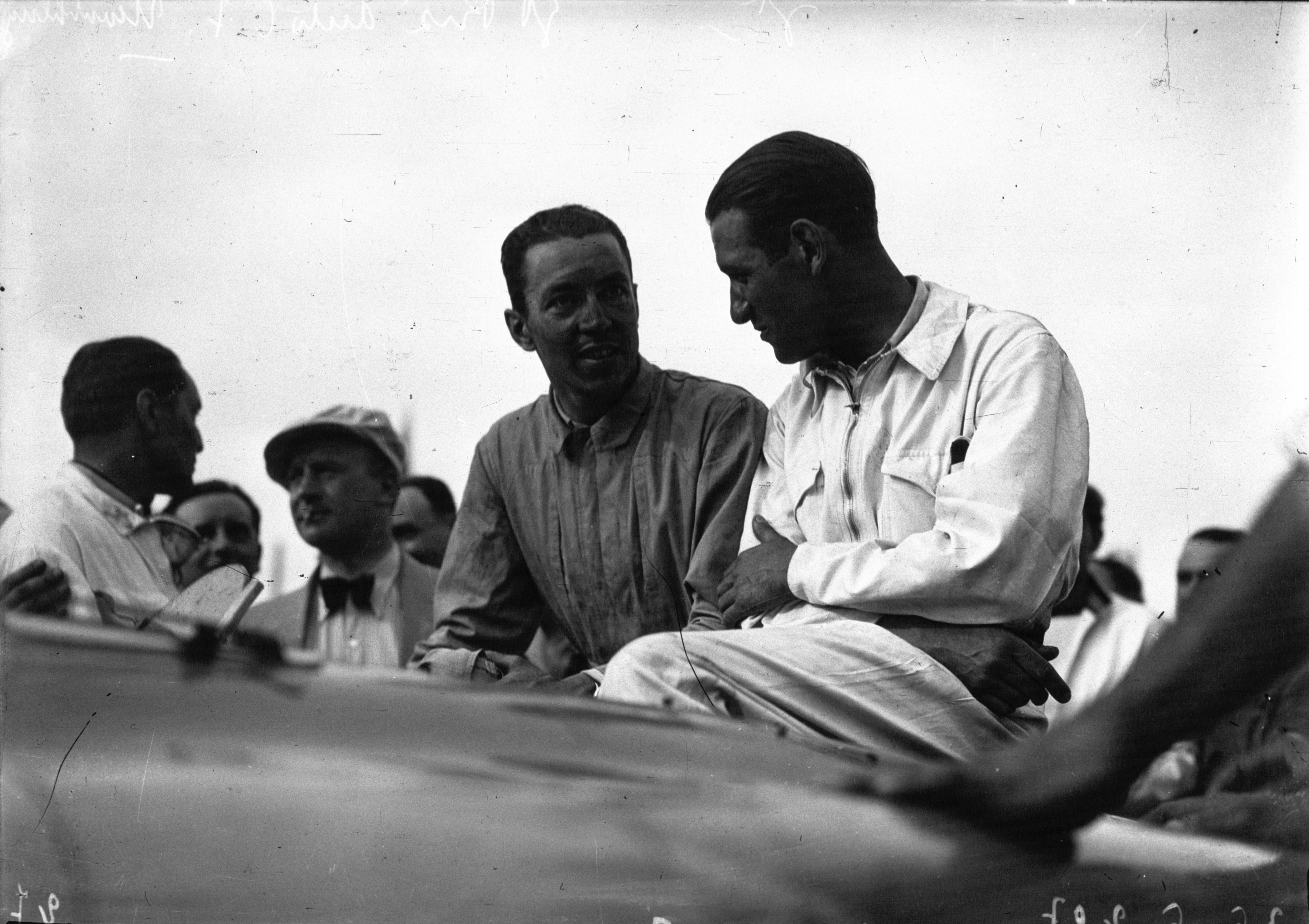
Raymond Sommer et Jean-Pierre Wimille, le visage noirci après leur victoire au Grand Prix de l'ACF 1936.

Raymond Sommer, surnommé le Sanglier des Ardennes, né le 31 août 1906 à Mouzon (Ardennes) et mort le 10 septembre 1950 à Cadours (Haute-Garonne), est un coureur automobile français. Il a participé à plus de 166 compétitions automobiles, comptant 22 victoires et 49 podiums dans quatre catégories : règlement d'avant-guerre (pré-Formule 1), Formule 1, Formule 2 et épreuves hors championnat. Il fut trois fois champion de France, en 1937, 1939 et 1946. Une tribune du circuit de Reims-Gueux porte son nom.

## Biographie
Fils de Roger Sommer, et frère de l'industriel Pierre Sommer et de l'explorateur[réf. nécessaire] François Sommer, Raymond Sommer débute en compétition automobile en 1932 en disputant les 24 Heures du Mans qu'il remporte. Il remporte de nouveau l'épreuve l'année suivante (avec le meilleur temps au tour en course), participant à dix reprises à l'épreuve mancelle entre 1931 et 1950.
Début juillet 1935, il participe au Spreckels Trophée du Yacht Moteur Club de France sur la Seine à Paris, une course internationale de hors-bord de 2 heures dont il termine deuxième, derrière Jean Dupuy premier, devant Louis Chiron troisième.
En 1935 toujours, il établit un partenariat avec « Raph » pour acheter une Alfa Romeo Tipo B pour la saison de course. Il s'ensuit un malentendu avec Enzo Ferrari qui, au lieu de comprendre que les deux pilotes se partagent une seule voiture, pense que les deux pilotes en souhaitent chacun une. Raph débourse 150 000 francs français  pour l'achat de la seconde voiture. Il remporte le Grand Prix de France en 1936, année où il termine cinquième du Championnat d'Europe des pilotes. En 1937, il devient Champion de France des conducteurs, dès le mois d'août.
Durant la Seconde Guerre mondiale, il est actif dans les mouvements de la résistance et reçoit la croix de guerre pour ses faits d'armes.
Tout de suite après la guerre, il remporte la victoire à Saint-Cloud devant les Alfa Romeo 158 et, de 1946 à 1950, il est le seul pilote à avoir battu les Alfa Romeo 158. En 1948 durant le grand prix d'Italie, il pilote pour la première fois une Ferrari de Formule 1 et doit abandonner à la suite de problèmes de respiration. En 1950, Raymond Sommer est le premier pilote français à piloter une Ferrari F1 en championnat du monde pour la Scuderia Ferrari. Après une 4e place au Grand Prix automobile de Monaco puis un abandon au Grand Prix automobile de Suisse, c'est la dernière fois qu'Enzo Ferrari lui confie ses voitures de pointe. Il participe au Grand Prix du circuit du lac d'Aix-les-Bains en 1950 dans une Ferrari 166 F2.

### L'accident tragique
Le 10 septembre 1950, alors qu'il domine la finale du deuxième Grand Prix de Cadours (épreuve de formule 2) au volant d'une Cooper-JAP 1 100 cm3, il est victime d'un accident mortel, éjecté de sa monoplace à la suite d'une série de tonneaux. En hommage, une stèle monumentale, œuvre du sculpteur Lucien Pessey, lui est consacrée au circuit de Cadours, le 9 septembre 1951. Une copie grandeur nature de celle-ci se trouve à l'entrée du stade de Mouzon, ville natale du champion, dans les Ardennes.
Il est évoqué dans le 58e des 480 souvenirs cités par Georges Perec, dans son texte Je me souviens. Il repose au cimetière de Mouzon.

## Résultats en championnat du monde de Formule 1
| Saison | Écurie           | Châssis             | Moteur                | Pneus   | GP disputé | Qualification | Classement |
| ------ | ---------------- | ------------------- | --------------------- | ------- | ---------- | ------------- | ---------- |
| 1950   | Scuderia Ferrari | Ferrari 125 F1      | Ferrari V12 compressé | Pirelli | Monaco     | 9e            | 4e         |
| 1950   | Scuderia Ferrari | Ferrari 166 F2      | Ferrari V12           | Pirelli | Suisse     | 13e           | Abd.       |
| 1950   | Privé            | Talbot-Lago T26C    | Talbot l6             | Dunlop  | Belgique   | 5e            | Abd.       |
| 1950   | Talbot-Darracq   | Talbot-Lago T26C-GS | Talbot l6             | Dunlop  | France     | 17e           | Abd.       |
| 1950   | Privé            | Talbot-Lago T26C    | Talbot l6             | Dunlop  | Italie     | 8e            | Abd.       |

## Autres catégories

### Podiums avant-guerre
| Catégorie | Date               | Épreuve                                       | Écurie                     | Auto                 | Position |
| --------- | ------------------ | --------------------------------------------- | -------------------------- | -------------------- | -------- |
| Réglt A-G | 4-5 juillet 1931   | 8e 24 heures de Spa-Francorchamps             | Privé                      | Chrysler             | 3        |
| Réglt A-G | 18-19 juin 1932    | 10e Grand Prix des 24 heures du Mans          | Privé                      | Alfa Romeo 8C        | 1        |
| Réglt A-G | 25 septembre 1932  | 1er Grand Prix de Marseille                   | Privé                      | Alfa Romeo 8C        | 1        |
| Réglt A-G | 21 mai 1933        | 9e Grand Prix de Picardie                     | Privé                      | Alfa Romeo 8C        | 2        |
| Réglt A-G | 17-18 juin 1933    | 11e Grand Prix des 24 heures du Mans          | Alfa Corse                 | Alfa Romeo 8C MM     | 1        |
| Réglt A-G | 1er juillet 1933   | 8e Grand Prix de la Marne                     | Privé                      | Alfa Romeo 8C        | 3        |
| Réglt A-G | 1-2 juillet 1933   | 10e 24 heures de Spa-Francorchamps            | Privé                      | Alfa Romeo 8C        | 2        |
| Réglt A-G | 27 mai 1934        | 10e Grand Prix de Picardie                    | Privé                      | Alfa Romeo 8C Monza  | 2        |
| Réglt A-G | 29 juillet 1934    | 5e Grand Prix de Belgique                     | Privé                      | Maserati 8CM         | 3        |
| Réglt A-G | 26 mai 1935        | 11e Grand Prix de Picardie                    | Privé                      | Alfa Romeo Tipo B    | 3        |
| Réglt A-G | 2 juin 1935        | 2e Grand Prix de l'UMF Monthlery              | Privé                      | Alfa Romeo Tipo B    | 1        |
| Réglt A-G | 7 juillet 1935     | 10e Grand Prix de la Marne Reims              | Privé                      | Alfa Romeo Tipo B    | 3        |
| Réglt A-G | 4 août 1935        | 10e Grand Prix du Comminges St Gaudens        | Privé                      | Alfa Romeo Tipo B    | 1        |
| Réglt A-G | 16 août 1936       | Course de côte d'Eymoutiers (Limoges, 3,6 km) | Privé                      | Alfa Romeo Typo B/P3 | 1        |
| Réglt A-G | 28 septembre 1936  | Grand Prix de l'ACF des Voitures Monthlery    | Automobiles Ettore Bugatti | Bugatti T57G         | 1        |
| Réglt A-G | 11-12 juillet 1936 | 13e 24 heures de Spa-Francorchamps            | Scuderia Ferrari           | Alfa Romeo 8C        | 1        |
| Réglt A-G | 21 février 1937    | 5e Grand Prix de Pau                          | Automobiles Talbot         | Talbot T150C         | 2        |
| Réglt A-G | 16 mai 1937        | 9e Grand Prix de Tunisie                      | Automobiles Talbot         | Talbot T150C         | 1        |
| Réglt A-G | 6 juin 1937        | 6e Grand Prix de Marseille                    | Automobiles Talbot         | Talbot T150C         | 1        |
| Réglt A-G | 7 mai 1939         | Coupe de Paris Monthlery                      | Privé                      | Alfa Romeo Tipo 308  | 2        |
| Réglt A-G | 21 mai 1939        | 2e Grand Prix d’Anvers                        | Alfa Corse                 | Alfa Romeo 8C        | 2        |
| Réglt A-G | 11 juin 1939       | 15e Grand Prix de Picardie                    | Privé                      | Maserati 6CM         | 2        |
| Réglt A-G | 6 août 1939        | 12e Grand Prix du Comminges St Gaudens        | Automobiles Talbot         | Talbot MD90          | 3        |

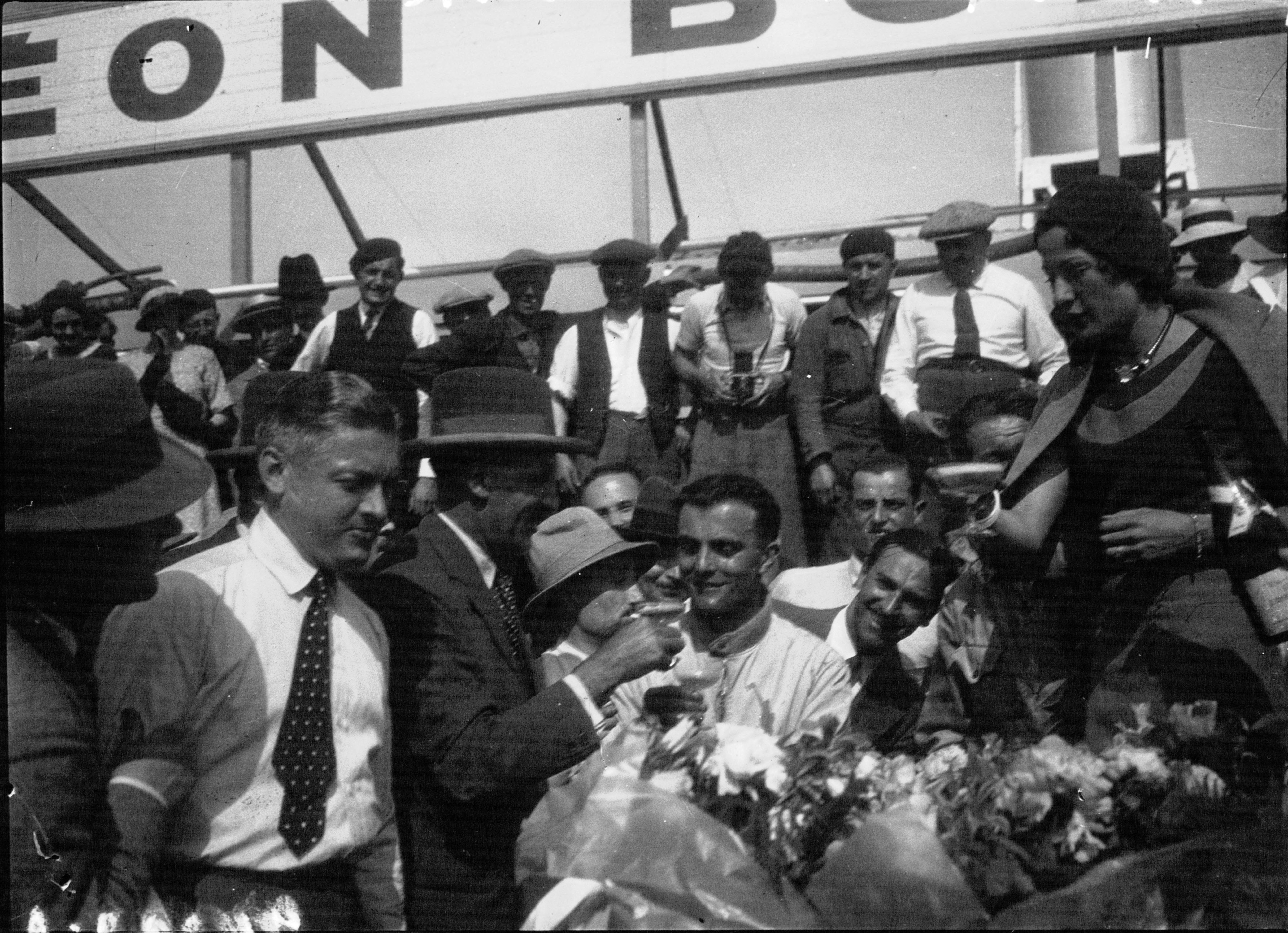
Raymond Sommer et Luigi Chinetti buvant la coupe de champagne offerte aux vainqueurs.

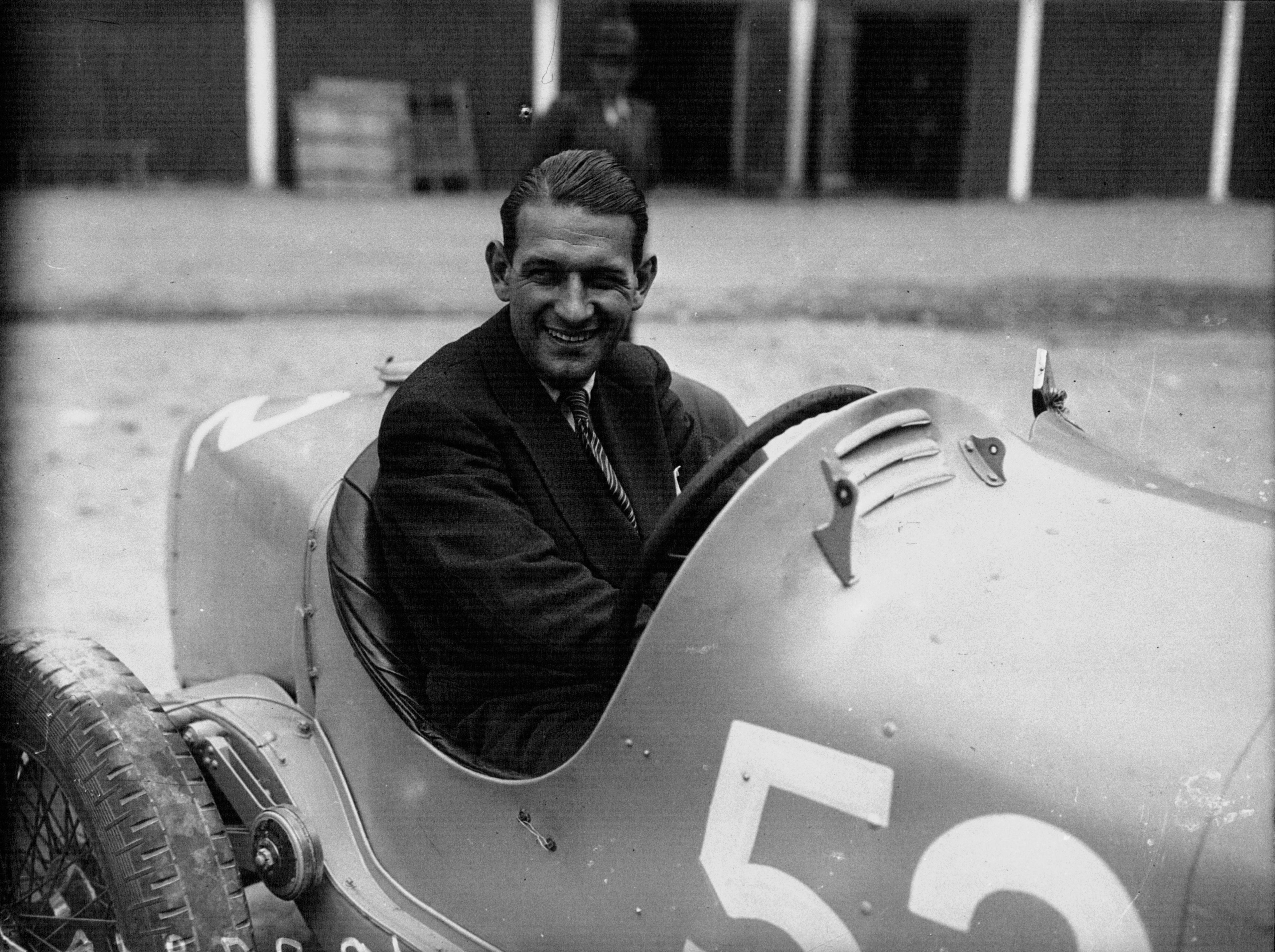
Sommer à Montlhéry en 1933, sur Alfa Romeo 8C 2300 Monza.

Note: Réglt A-G, règlement d'avant-guerre, ancêtre de la Formule 1 actuelle

### Podiums après-guerre
| Catégorie | Date          | Épreuve                                                | Écurie                      | Auto                 | Position |
| --------- | ------------- | ------------------------------------------------------ | --------------------------- | -------------------- | -------- |
| Réglt A-G | 22-avr.-1946  | 5e Grand Prix de Nice                                  | Privé                       | Alfa Romeo Tipo 308  | 2        |
| Réglt A-G | 12-mai-1946   | 1re Coupe de l'Entraide Française - Bois de Boulogne   | Privé                       | BMW 328              | 3        |
| Formule 2 | 13-mai-1946   | 5e Grand Prix de Marseille                             | Privé                       | BMW 328              | 3        |
| Réglt A-G | 13-mai-1946   | 5e Grand Prix Automobile de Marseille                  | Privé                       | Maserati 6CM         | 1        |
| Réglt A-G | 19-mai-1946   | 1er Grand Prix du Forez                                | Privé                       | Maserati 4CL         | 1        |
| Réglt A-G | 9-juin-1946   | 1re Coupe René Le Bègue - Circuit de St Cloud          | Privé                       | Maserati 4CL         | 1        |
| Réglt A-G | 25-août-1946  | 1er Circuit des Trois Villes                           | Privé                       | Maserati 8CL         | 1        |
| Réglt A-G | 1-sept.-1946  | 3e Gran Premio del Valentino                           | Privé                       | Maserati 4CL         | 3        |
| Réglt A-G | 6-oct.-1946   | 3e Coupe du Salon                                      | Privé                       | Maserati 4CL         | 1        |
| Formule 2 | 1-juin-1947   | 1re Coupe Robert Benoist                               | Écurie Lucy O'Reilly Schell | Cisitalia D46 - Fiat | 2        |
| Formule 2 | 15-juin-1947  | 2e Circuit des Remparts                                | Écurie Paris                | Cisitalia D46 - Fiat | 3        |
| Formule 2 | 13-juil.-1947 | 9e Grand Prix d'Albi                                   | Équipe Gordini              | Simca-Gordini T11    | 2        |
| Réglt A-G | 13-juil.-1947 | 9e Grand Prix d'Albi                                   | Équipe Gordini              | Simca-Gordini T11    | 2        |
| Formule 2 | 8-oct.-1947   | 1er Prix de Léman Lausanne                             | Équipe Gordini              | Simca-Gordini T11    | 2        |
| Réglt A-G | 29-mars-1948  | 8e Grand Prix Automobile de Pau                        | Privé                       | Maserati 4CL         | 2        |
| Formule 2 | 25-avr.-1948  | 3e Grand Prix du Roussillon                            | Grupo Inter                 | Ferrari V12          | 3        |
| Formule 2 | 2-mai-1948    | 2nd Grand Prix des Nations Genève                      | Équipe Gordini              | Simca-Gordini T11    | 1        |
| Réglt A-G | 2-mai-1948    | 2nd Grand Prix des Nations Genève                      | Privé                       | Ferrari 166C         | 3        |
| Formule 2 | 18-juil.-1948 | 2nde Coupe des Petites Cylindrées Reims                | Scuderia Ferrari            | Ferrari 166          | 1        |
| Réglt A-G | 9-mai-1948    | 19e Gran Premio d'Italia                               | Scuderia Ferrari            | Ferrari 125          | 3        |
| Formule 2 | 26-sept.-1948 | 3e Circuito di Firenze                                 | Scuderia Ferrari            | Ferrari 166 F2       | 1        |
| Réglt A-G | 3-juil.-1949  | 9e Grand Prix de Suisse Bremgarten                     | Automobiles Talbot Darracq  | Talbot-Lago T26C     | 3        |
| Formule 2 | 7-sept.-1949  | 3e Prix de Léman Lausanne                              | Équipe Gordini              | Simca-Gordini T15    | 1        |
| Réglt A-G | 9-oct.-1949   | 6e Coupe du Salon Montlhéry                            | Automobiles Talbot Darracq  | Talbot-Lago T26C     | 1        |
| Formule 2 | 30-oct.-1949  | Gran Premio de Madrid                                  | Équipe Gordini              | Simca-Gordini TMM    | 1        |
| Formule 2 | 8-mai-1950    | 1er Grand Prix de Cinquantenaire Parc Barbieux Roubaix | Scuderia Ferrari            | Ferrari 166 F2       | 1        |
| Formule 2 | 14-mai-1950   | 1er Circuit de Médoc                                   | Privé                       | Ferrari 166 F2       | 3        |
| Formule 2 | 28-juin-1950  | 2e Circuit du Lac                                      | Privé                       | Ferrari 166 F2       | 1        |
| Formule 2 | 4-juin-1950   | 7e Preis der Berne                                     | Scuderia Ferrari            | Ferrari 166F2/50     | 1        |

Note: Réglt A-G, règlement d'avant-guerre, ancêtre de la Formule 1 actuelle

## Résultats aux 24 heures du Mans
| Année | Écurie                  | Voiture                                      | Équipier                   | Classement | Abandon                          |
| ----- | ----------------------- | -------------------------------------------- | -------------------------- | ---------- | -------------------------------- |
| 1931  | Raymond Sommer (Privée) | Chrysler 80                                  | Jean Delemer               | Abandon    | Circuit de refroidissement       |
| 1932  | Privée                  | Alfa Romeo 8C 2300LM                         | Luigi Chinetti             | Vainqueur  |                                  |
| 1933  | Soc. Anon. Alfa Romeo   | Alfa Romeo 8C 2300MM                         | Tazio Nuvolari             | Vainqueur  |                                  |
| 1934  | Privée                  | Alfa Romeo 8C 2300                           | Pierre Félix               | Abandon    | Incendie                         |
| 1935  | Privée                  | Alfa Romeo 8C 2300                           | Raymond de Saugé Desttrez  | Abandon    | Qualité essence                  |
| 1937  | Privée                  | Alfa Romeo 8C 2900A Spider                   | Giovanni Battista Guidotti | Abandon    | Moteur                           |
| 1938  | Privée                  | Alfa Romeo 8C 2900B Touring                  | Clemente Biondetti         | Abandon    | Suspension pneumatiques + moteur |
| 1939  | Privée                  | Alfa Romeo 6C 2500SS                         | Prince Bira                | Abandon    | Moteur                           |
| 1950  | Luigi Chinetti          | Ferrari 195 Sport Touring Berlinetta Le Mans | Dorino Serafini            | Abandon    | Circuit électrique               |

## Remarque
- En janvier 1939, il termine deuxième de la course de ski du "Grand Prix des As du Volant", à Auron, derrière Christian Kautz (3e Emmanuel de Graffenried, 4e Jean-Pierre Wimille, 5e Louis Chiron)[8].